# Estación repetidora de onda corta

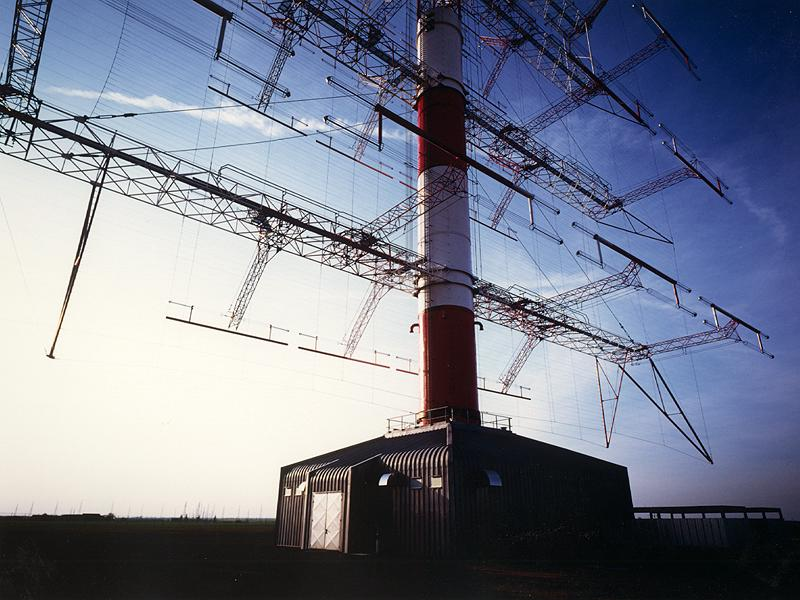
Imagen de un módulo ALLISS en una puesta de sol

Las estaciones repetidoras de onda corta son transmisores utilizados por la radiodifusión internacional para extender la cobertura de sus emisiones a áreas a las que no se puede llegar tan fácilmente desde su país de origen. Por ejemplo la BBC opera una extensa red de estaciones repetidoras.
En estos días los programas son retransmitidos por satélite, cable de fibra óptica o Internet. Las frecuencias, potencia de transmisión y antenas dependen de la cobertura deseada. Algunas repetidoras locales aún operan en las bandas de FM u onda media.
Las estaciones repetidoras son muy importantes para alcanzar oyentes de los países donde se practica el "Radio Jamming". Dependiendo del efecto de la zona muerta de la onda corta, los países destino de la retransmisión pueden interferir los programas sólo a nivel local, por ejemplo, para las ciudades más grandes. Para este propósito Radio Free Europe/Radio Liberty, con estudios en Múnich (Alemania) operaba una estación de retransmisión en Portugal, en el extremo oeste de Europa, para llegar a Europa del Este.

## Variaciones del diseño
Solo una tecnología de difusión junta todos los componentes de una estación de retransmisión en una sola unidad: el módulo ALLISS. Para personas totalmente desfamiliarizadas con el concepto de como las estaciones repetidoras de onda corta operan, este diseño puede ser el más entendible.
El módulo ALLISS es un sistema completo de antena rotable para radiodifusión de alto poder (comúnmente 500kW). Es, en esencia, una estación repetidora de onda corta contenida.
La mayoría de las estaciones repetidoras de onda corta en el mundo no usan esta tecnología debido a su coste (varios millones de dólares por módulo ALLISS: transmisor + antena + equipo de automatización).[cita requerida]

## Como operan las estaciones repetidoras de onda corta
Estos son considerados los parámetros generales de operación:
- 20 horas por día, pero por razones geológicas algunas estaciones dedican a funcionar 24 horas por día (168 horas a la semana).
- Generalmente 360 días por año, dependiendo del número redundante de transmisores y antenas.
- Generalmente las estaciones repetidoras consumen desde 250 kilovatios (kW) a 10 megavatios (MW).
- Un solo transmisor SW 100 kW consume 225 kW RMS como regla general.
- Un solo transmisor SW 300 kW solo consume 625 kW RMS como regla general.
- La eficiencia del modulador: moduladores de clase B tienen alrededor de un 65% nivel de eficiencia, pero digital (PDM o variantes de PSM o híbridos) tienen alrededor de un 85% de nivel de eficiencia como norma general (por modulación de amplitud).
- Horarios y frecuencias de difusión están bajo la regulación de la UIT.

## Cómo están diseñadas las estaciones repetidoras
Requisitos generales de estaciones repetidoras de onda corta:
- El acceso por carretera (bastante universal).
- HVAC acceso directo al edificio o un transformador en el edificio del transmisor.
- Cuarto de personal (si la estación de retransmisión no está totalmente automatizado).
- Centro de procesamiento de audio, pero desde mediados de la década de 1980 esto se ha convertido en uno a cinco unidades.
- Sala transmisor (50 kW, 100 kW, 250 kW, 300 kW, 500 kW transmisores de onda corta).
- Matriz de conmutación (pero éstos no se utilizan normalmente por módulos ALLISS).
- Balún (pero su uso no siempre es necesario ni universales).
- Sintonizador de antena (a veces llamados ATU o montañas rusas a causa de su apariencia).
- Líneas de alimentación (líneas de cable coaxial y líneas de cables abiertos son las más comunes).
- Antenas tipo HRS, o de vez en cuando log-periodic (horizontal).
- En países desarrollados las antenas log-periodic (horizontales) se utilizan para proporcionar menos ganancia direccional a un área objetivo.

## Hacia donde están dirigidas las retransmisiones
- Generalmente los objetivos se encuentran a más de 300 km desde el sitio de transmisión.
- La mayoría de las zonas de destino de la estación de retransmisión de onda corta están a una distancia de entre los 1500 kilómetros y 3500 km del sitio del transmisor.

## Estaciones de retransmisión móviles
El libro IEEE Book Series "The History of International Broadcasting" (Volume I) describe las estaciones móviles de retransmisión utilizadas por el Ministerio de Propaganda Alemán durante la Segunda Guerra Mundial para evitar que fueran localizados y bombardeados por los aliados. Consistía en un camión generador, camión transmisor y camión antena. Se cree que tenían una potencia de 50 kW aproximadamente.[cita requerida]
Radio Industry Zagreb (RIZ Transmitters) actualmente produce transmisores de onda corta móviles.[cita requerida]

## [1]Referencias
1. 1 2  Wood, James (1994). History of international broadcasting (Pbk. ed. edición). London: P. Peregrinus Ltd. in association with the Science Museum. ISBN 0863413021. Consultado el 2 de enero de 2016.